# Fjällhällebräken
Fjällhällebräken (Woodsia alpina) är en hällebräkenväxtart som först beskrevs av Bolton, och fick sitt nu gällande namn av Gray. Woodsia alpina ingår i släktet Woodsia och familjen Woodsiaceae. Inga underarter finns listade.

## Bildgalleri

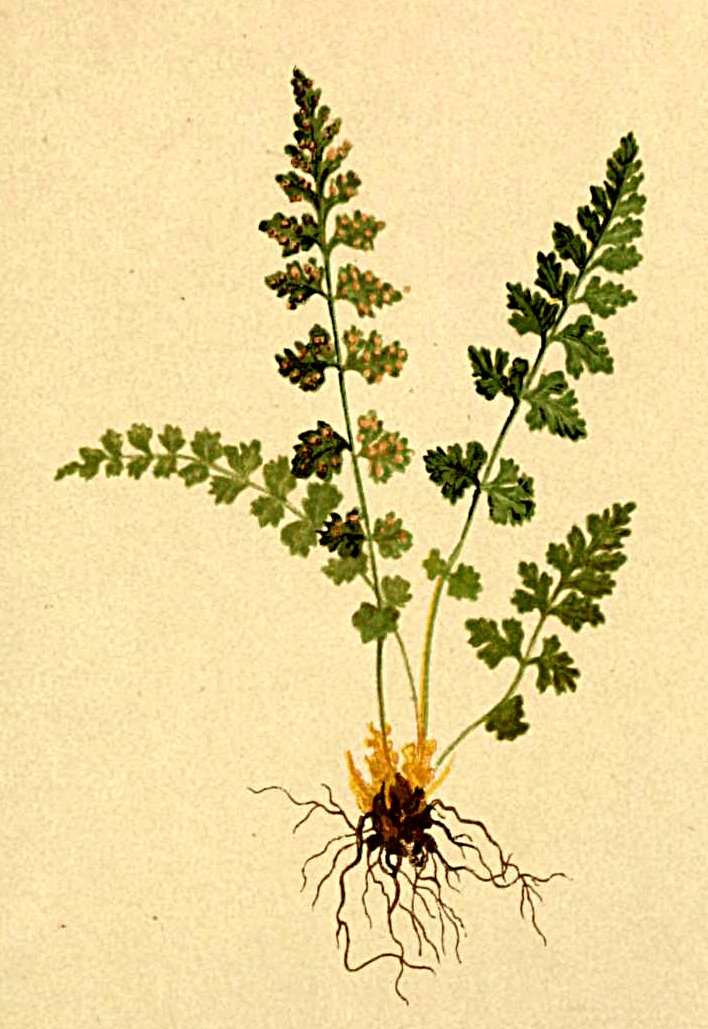